# Кревалкоре
Кревалко̀ре (на италиански: Crevalcore, на местен диалект Crevalcôr, Кревалкор) е град и община в северна Италия, провинция Болоня, регион Емилия-Романя. Разположен е на 20 m надморска височина. Населението на общината е 13 686 души (към 2010 г.).